# Mercury 13

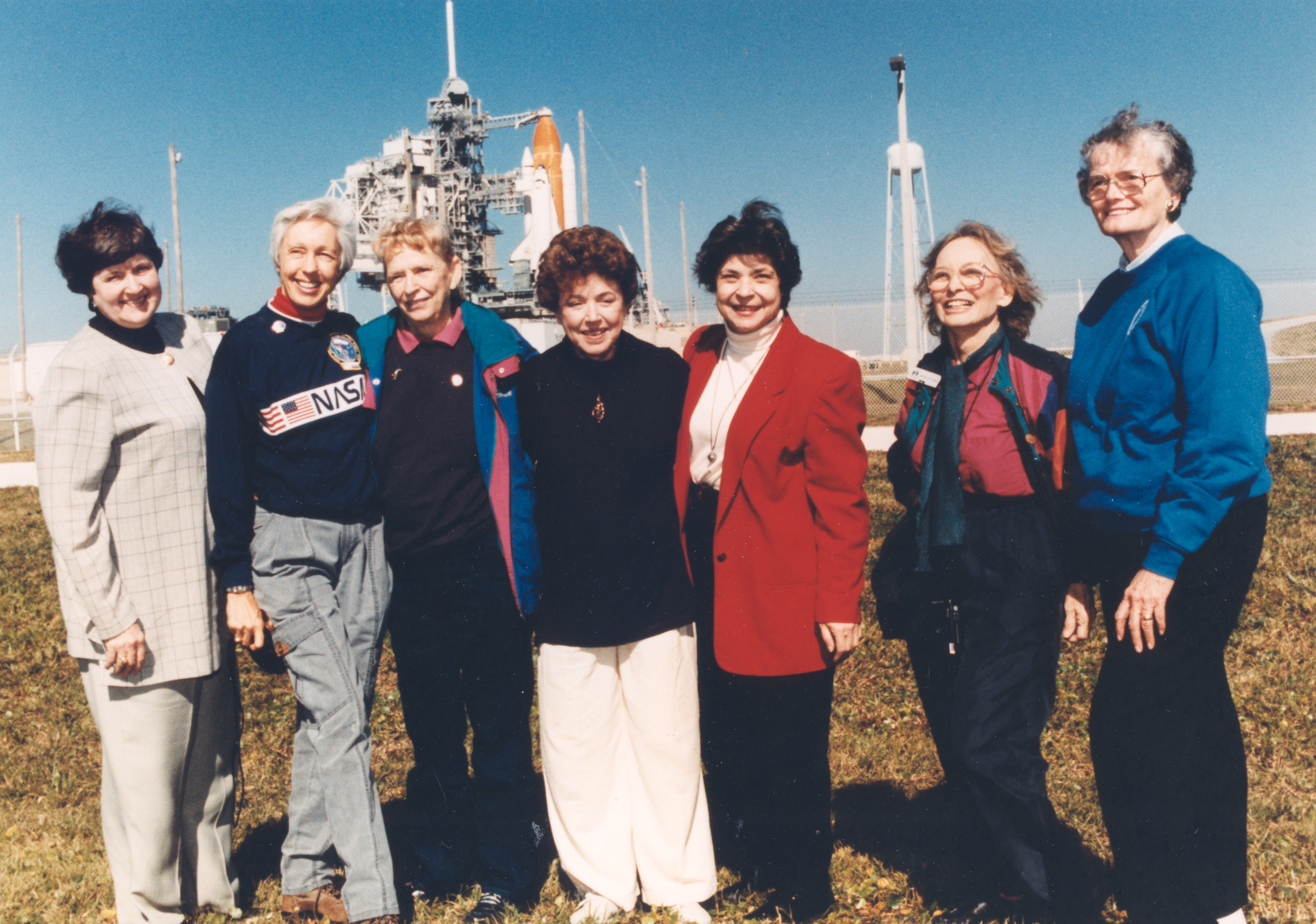
Sieben Mitglieder der Mercury 13 im Jahr 1995

Mercury 13 ist der Name einer Gruppe von Pilotinnen, die in den 1960er Jahren in der Klinik von William Randolph (Randy) Lovelace erfolgreich die medizinischen Tests bestanden, die für die ersten männlichen Astronauten des Mercury-Programms konzipiert waren. Das Projekt war privat finanziert und nicht Teil der Astronautenrekrutierung der NASA. Das Projekt diente dazu zu zeigen, dass auch Frauen physisch und psychisch dazu in der Lage sind, die Strapazen eines Aufenthalts im Weltall zu überstehen. Trotz der Lobbyarbeit für Astronautinnen einiger Beteiligter des Projekts, speziell Lovelace und der Testteilnehmerinnen Jerrie Cobb und Janey Hart, konnte die NASA in den 1960er Jahren nicht davon überzeugt werden, Frauen für ihr Astronautenprogramm zu berücksichtigen.

## Ablauf des Projekts
Lovelace, der an der Entwicklung der Tests für die männlichen Astronauten des Mercury-Programms beteiligt war, lud Geraldyn „Jerrie“ Cobb ein, sich denselben Tests zu unterziehen. Cobb bestand daraufhin als erste Amerikanerin alle drei Testphasen. Nachdem die Ergebnisse auf einer Konferenz in Stockholm veröffentlicht worden waren, machten sich Cobb und Lovelace daran, weitere Frauen für das Projekt zu gewinnen, darunter auch die Unternehmerin und Pilotin Jacqueline Cochran, die die weiteren Kosten für das Projekt trug.
Von den etwas mehr als 20 getesteten Frauen bestanden 13 die Tests, diese Frauen wurden unter dem Namen Mercury 13 bekannt. Die 13 Frauen waren:
- Myrtle „K“ Cagle (1925–2019)
- Geraldyn „Jerrie“ Cobb (1931–2019)
- Janet „Jan“ Dietrich (1926–2008)
- Marion Dietrich (1926–1974)
- Wally Funk (* 1939)
- Sarah Lee Gorelick (später Ratley; 1933–2020)
- Jane „Janey“ Briggs Hart (1921–2015)
- Jean Hixson (1922–1984)
- Rhea Hurrle (später Allison und Woltman; 1928–2021)
- Irene Leverton (1927–2017)
- Geraldine „Jerri“ Sloan (später Truhill; 1929–2013)
- Bernice „B“/„Bea“ Trimble Steadman (1925–2015)
- Gene Nora Stumbough (später Jessen; * 1937)

Da die Tests für die Frauen zwischen die offiziell eingeplanten Tests in der Klinik von Lovelace eingeschoben werden mussten, waren die meisten Frauen zu unterschiedlichen Zeiten allein dort und lernten sich nicht kennen. Jerrie Cobb hielt mit allen Frauen brieflich Kontakt und schrieb sie unter dem Namen FLAT (Fellow Lady Astronaut Trainees) an.
Jerrie Cobb, Rhea Hurrle und Wally Funk unterzogen sich in Oklahoma City noch weiteren Tests und einer psychologischen Bewertung. Einige Tage bevor ein paar der Frauen in Pensacola, Florida, in der Naval School of Aviation Medicine erweiterten Tests mit Militärausrüstung und Jets unterzogen werden sollten, bekamen sie ein Telegramm, mit dem ihnen der Abbruch des Projekts mitgeteilt wurde. Die US Navy war nicht bereit, ihr Equipment für ein inoffizielles Projekt bereitzustellen.

## Nachwirkungen des Projekts
Mehr als zwanzig Jahre nach den Mercury 13 startete 1983 mit Sally Ride die erste Amerikanerin und dritte Frau weltweit ins Weltall und 1995 mit Eileen Collins die erste amerikanische Pilotin.
Im Mai 2007 verlieh die University of Wisconsin-Oshkosh den acht noch lebenden Frauen Ehrendoktortitel für ihren „Pioniergeist und die Anstrengungen bei der Weiterentwicklung der Frauenrechte“.
Am 1. Juli 2021 gab Blue Origin bekannt, dass Amazon-Gründer Jeff Bezos Wally Funk für den ersten bemannten Weltraumflug der New Shepard eingeladen hat.

## Mercury 13 in der Fiktion
Auch in die Fiktion fanden die Mercury 13 ansatzweise Eingang. So konnte im Computerspiel Buzz Aldrin’s Race into Space (1992) ein Zufallsereignis ausgelöst werden, in dem der Spieler aufgefordert wurde, auch Frauen als Astronauten aufzunehmen. Die Namen dieser Raumfahrerinnen sind teils jene der Mercury 13, genannt werden Cagle, Cobb, Hart, Funk und die Dietrich-Schwestern. 
In dem 2019 erschienenen Roman Space Girls von Maiken Nielsen wird die Geschichte von Mercury 13 und einer Reihe erfundener Protagonistinnen erzählt.
in der seit 2020 laufenden US-Streamingserie For All Mankind, die in einer Alternativrealität spielt, in der die Sowjetunion den Wettlauf um den Mond gewinnt, werden 1969 die beiden letzten aktiven Frauen aus den Mercury 13-Programm neben weiteren Anwärterinnen für das Apollo-Projekt rekrutiert. Molly Cobb ist dann die erste US-Astronautin mit Apollo 15 auf dem Mond und entdeckt Kratereis.